# Голуб, Тереза Станиславовна
Тереза Станиславовна Голуб (бел. Тэрэза Станiславаўна Голуб; род. 13.05.1951, д. Рудня Воложинский район, Минская область) — белорусский литературовед, текстолог, критик, кандидат филологических наук, лауреат Литературной премии имени Максима Горецкого, член Союза белорусских писателей.

## Биография
Родилась в семье Станислава Иосифовича и Руфины Францевны Малявских. В 1966 году окончила Сивицкую восьмилетнюю школу, затем Ивенецкую СШ (1968). В 1968 −1974 гг. работала пионервожатой и учительницей начальных классов в Сивицкой 8-летней школе. В 1974 −1981 гг. в Минске — воспитатель детского сада.
В 1976 году окончила филологический факультет Белорусского государственного университета. В 1981—1993 гг. — в Институте литературы им. Янки Купалы НАН Беларуси — лаборант, младший научный сотрудник отдела изданий и текстологии.
С 1993 по 1997 год — в Государственном музее истории белорусской литературы: ведущий научный сотрудник, ученый секретарь, заместитель директора по научной работе.
В 1997—2002 гг. — научный сотрудник, с сентября 2002 г. по 2013 г. — заведующая отделом изданий и текстологии Института литературы им. Янки Купалы НАН Беларуси (с 2008 г. — Институт языка и литературы им. Якуба Коласа и Янки Купалы НАН Беларуси). Продолжает заниматься научной работой, живёт в Минске.

## Научная деятельность
В 1981 году дебютировала на страницах журнала «Маладосць». В 2001 году защитила диссертацию на тему «Текстология произведений Максима Горецкого: Принципы издания Полного собрания сочинений» (руководитель М. И. Мушинский). В диссертации обобщен текстологический опыт эдиционной практики творческого наследия классика белорусской литературы Максима Горецкого, научно обоснована необходимость критического издания более высокого типа. Определены задачи обеспечения его полноты, установления канонических текстов произведений, формирования содержательного и исчерпывающего научно-справочного аппарата. В этой связи разработана концепция Полного собрания сочинений, исследуются некоторые первоочередные текстологические проблемы.
На сегодняшний день является единственным сертифицированным кандидатом наук в Беларуси по специальности «текстология».
Область научных интересов: история белорусской литературы; текстология; эдиционная практика; сбор, изучение и подготовка классического наследия для изданий академического типа.
Автор около 200 научных работ по литературоведению и музейному делу. Публиковалась в журналах «Маладосць», «Полымя», «Неман», «Беларуская мінуўшчына», «Роднае слова», «Весці НАН Беларусі. Сер. гуманіт. навук», газетах «Веды», «Літаратура і мастацтва», «Голас Радзімы», «Настаўніцкая газета» и других.
В составе творческого коллектива текстологов изучала творческое наследие классиков белорусской литературы с целью подготовки к изданию научно комментированных Собраний сочинений: Максима Горецкого в 4-х томах (1884—1986) и двух дополнительных томов: «Творы» (1990), «Гісторыя беларускае літаратуры»(1992); Петруся Бровки в 9 томах (1987—1992); Полного собрания сочинений Янки Купалы в 9 томах (1995—2003); Собрания сочинений Якуба Коласа в 20 томах (2007—2012) и Ивана Шамякина в 23 томах (2010—2014). Руководитель двух последних проектов. Научный редактор этих комментированных изданий.
В 2003—2013 гг. была членом Ученого совета Института литературы им. Янки Купалы Национальной академии наук Беларуси (в настоящее время филиал «Институт литературоведения имени Янки Купалы» государственного научного учреждения «Центр исследований белорусской культуры, языка и литературы Национальной академии наук Беларуси».

## Общественная деятельность
В 2001—2006 гг. параллельно с основной работой была председателем профкома Института литературы им. Янки Купалы Национальной академии наук Беларуси. На протяжении 2002—2009 гг. входила в состав Республиканского комитета профсоюзов работников НАН Беларуси. Была участницей Хоровой капеллы Национальной академии наук Беларуси под руководством Т. Слободчиковой. В январе 2019 года избрана заместителем Председателя президиума общественного объединения «Республиканский фонд имени братьев Горецких».
Занимается научно-исследовательской работой, популяризацией белорусской литературы и языка, выступает с докладами на научных конференциях, читает лекции студентам вузов и учащимся общеобразовательных школ, выступает на белорусском радио и телевидении.

## Признание
- Кандидат филологических наук
- Почётный член Международной ассоциации белоруссистов
- Почётный член Государственного музея истории белорусской литературы
- Член Союза белорусских писателей
- Лауреат литературной премии имени Максима Горецкого

## Награды
- Литературная премия имени Максима Горецкого [4].
- Грамоты Национальной академии наук Беларуси, Института литературы имени Янки Купалы Национальной академии наук Беларуси (в настоящее время филиал «Институт литературоведения имени Янки Купалы» государственного научного учреждения «Центр исследований белорусской культуры, языка и литературы Национальной академии наук Беларуси»).

## Монографии
- У творчай майстэрні класіка: Тэксталогія твораў Максіма Гарэцкага. — Мінск: Беларус. навука, 2002. — 157c.
- Услед за лініяй жыцця: Творчая індывідуальнасць: ад літаратурнага тэксту да культурнай спадчыны. — Мінск: Беларус. кнігазбор, 2006. — 248 c.
- Летапіс жыцця і творчасці Аркадзя Куляшова. — Мінск: Беларус. навука, 2012.- 308 с.; 2-е выд., выпр. і дап. — Мінск: Беларус. навука, 2014.- 347 с.
- Тэксталогія беларускай літаратуры ХХ стагоддзя: Гісторыя тэксту як шлях да гісторыі літаратуры. — Мінск: Беларус. навука, 2013.- 245 с.